# Trường Trung học phổ thông Nguyễn Đình Chiểu, Bến Tre
THPT Nguyễn Đình Chiểu là một trường THPT công lập tại Vĩnh Long (Bến Tre cũ). Thành lập năm 1954, là ngôi trường trung học phổ thông lâu đời tại tỉnh Vĩnh Long (Bến Tre cũ). Là một trong những ngôi trường danh giá và lấy điểm chuẩn đầu vào cao nhất tại tỉnh.

## Lịch sử
Trường được thành lập ngày 15 tháng 12 năm 1954 với tên gọi đầu tiên là Trường Trung học Công Lập Bến Tre. Địa điểm số 21 Lê Quý Đôn, Phường II, Thành phố Bến Tre là cơ sở chính thức của trường trung học công lập đầu tiên của tỉnh. Khuôn viên này từng là trụ sở của trường với tên gọi khác nhau qua các thời kỳ:
| Tên trường                                       | Thời gian   |
| ------------------------------------------------ | ----------- |
| Trung-học Công-lập Bến Tre                       | 1954 - 1958 |
| Trung-học Công-lập Kiến-Hòa                      | 1958 - 1970 |
| Trung-học Kiến-Hòa                               | 1970 - 1973 |
| Trung học Tổng Hợp Lạc Long Quân                 | 1973 - 1975 |
| Trường phổ thông cấp II, III Nguyễn Đình Chiểu A | 1975 - 1978 |
| Trường Phổ thông trung học Nguyễn Đình Chiểu     | 1978 - 1996 |
| Trường Trung học chuyên ban Nguyễn Đình Chiểu    | 1996 - 2000 |
| Trường Trung học phổ thông Nguyễn Đình Chiểu     | 2000 - nay  |

### Trường Trung-học Công-lập Bến Tre / Kiến-Hòa
- Từ 1954 đến 1958: Phát triển bậc đệ nhất cấp.
- Từ 1960 đến 1962: Phát triển bậc đệ nhị cấp.
- Từ 1962 đến 1975: Trường Trung học hoàn chỉnh, đủ các cấp lớp từ đệ thất đến đệ nhất (lớp 6 đến lớp 12).

Các vị hiệu trưởng: Nguyễn Văn Trinh, Phùng Văn Tài, Nguyễn Đình Phú, Bùi Văn Mạnh, Huỳnh Phú Hiệp, Trần Kim Quế, Phan Thế Chánh.

### Trường Trung học phổ thông Nguyễn Đình Chiểu
- Sau 30 tháng 4 năm 1975: Trường Kiến-Hòa chuyển sang dạy theo chương trình của chế độ mới và đổi tên thành Trung học Phổ thông Nguyễn Đình Chiểu.
- Năm 1994: trường chuyển về cơ sở mới tại Đại lộ Đồng Khởi, phường Phú Tân, Thành phố Bến Tre đến bây giờ.

## Hiệu trưởng qua các thời kỳ[1]
| Thời gian       | Hiệu trưởng                         | Ghi chú                                                              |
| --------------- | ----------------------------------- | -------------------------------------------------------------------- |
| Năm 1954 - 1956 | Nguyễn Văn Trinh                    | Trường Trung học Công lập Bến Tre                                    |
| Năm 1957 - 1958 | Phùng Văn Tài                       | Trường Trung học Công lập Bến Tre                                    |
| Năm 1962 - 1965 | Nguyễn Đình Phú                     | Trường Trung học Công lập Kiến Hòa                                   |
| Năm 1965        | Bùi Văn Mạnh                        | Trường Trung học Công lập Kiến Hòa                                   |
| Năm 1965 - 1966 | Huỳnh Phú Hiệp                      | Trường Trung học Công lập Kiến Hòa                                   |
| Năm 1966 - 1973 | Trần Kim Quế                        | Trường Trung học Kiến Hòa                                            |
| Năm 1970 - 1975 | Huỳnh Thành Công                    | Bán công đêm Trường Trung học Kiến Hòa                               |
| Năm 1973 - 1975 | Phan Thế Chánh                      | Trường Trung học Tổng hợp Lạc Long Quân                              |
| Năm 1975 - 1976 | Nguyễn Văn Tòng                     | Trưởng Ban điều hành Trường phổ thông cấp II,III Nguyễn Đình Chiểu A |
| Năm 1976 - 1978 | Phan Ngọc Đằng                      | Trường phổ thông cấp II,III Nguyễn Đình Chiểu A                      |
| Năm 1978 - 1979 | Lê Ngọc Oánh                        | Trường Phổ thông trung học Nguyễn Đình Chiểu                         |
| Năm 1979 - 1980 | Hoàng Thị Liêu                      | Quyền Hiệu trưởng                                                    |
| Năm 1980 - 2000 | NGƯT. Nguyễn Đình Phùng (Dũng Tiến) | Trường Trung học Chuyên ban Nguyễn Đình Chiểu                        |
| Năm 2000 - 2003 | NGƯT. Lương Nhân                    | Trường Trung học phổ thông Nguyễn Đình Chiểu                         |
| Năm 2003 - 2014 | NGƯT. Nguyễn Ngọc Khánh             | Trường Trung học phổ thông Nguyễn Đình Chiểu                         |
| Năm 2014 - 2015 | Bùi Văn Năm                         | Trường Trung học phổ thông Nguyễn Đình Chiểu                         |
| Năm 2015 - 2024 | Đặng Bửu Truyển                     | Trường Trung học phổ thông Nguyễn Đình Chiểu                         |

## Phó hiệu trưởng qua các thời kỳ[2]
| Thời gian       | Phó hiệu trưởng       | Ghi chú                                         |
| --------------- | --------------------- | ----------------------------------------------- |
| Năm 1975 - 1980 | Lê Văn Trọng          | Trường phổ thông cấp II,III Nguyễn Đình Chiểu A |
| Năm 1979 - 1984 | Nguyễn Đông Âu        | Trường Phổ thông trung học Nguyễn Đình Chiểu    |
| Năm 1979 - 1981 | Lê Văn Trinh          | Trường Phổ thông trung học Nguyễn Đình Chiểu    |
| Năm 1979-2000   | Lương Nhân            | Trường Trung học chuyên ban Nguyễn Đình Chiểu   |
| Năm 1979 - 1980 | Phan Thị Bé (A)       | Trường Phổ thông trung học Nguyễn Đình Chiểu    |
| Năm 1984 - 1992 | Nguyễn Thị Sang       | Trường Phổ thông trung học Nguyễn Đình Chiểu    |
| Năm 1986 - 1998 | Nguyễn Văn Hạnh       | Trường Phổ thông trung học Nguyễn Đình Chiểu    |
| Năm 1998 - 2012 | Dương Thị Minh Nguyệt | Trường Trung học phổ thông Nguyễn Đình Chiểu    |
| Năm 1999 - 2003 | Nguyễn Ngọc Khánh     | Trường Trung học chuyên ban Nguyễn Đình Chiểu   |
| Năm 2004 - 2010 | Nguyễn Thị Triển      | Trường Trung học phổ thông Nguyễn Đình Chiểu    |
| Năm 2010 - 2014 | Lê Hoàng Minh         | Trường Trung học phổ thông Nguyễn Đình Chiểu    |
| Năm 2011 - 2015 | Đặng Bửu Truyển       | Trường Trung học phổ thông Nguyễn Đình Chiểu    |
| Năm 2014 - nay  | Huỳnh Quốc Trung      | Trường Trung học phổ thông Nguyễn Đình Chiểu    |
| Năm 2015 - nay  | Đặng Thị Thùy Dương   | Trường Trung học phổ thông Nguyễn Đình Chiểu    |
| Năm 2017 - nay  | Nguyễn Văn Ngon       | Trường Trung học phổ thông Nguyễn Đình Chiểu    |

## Cơ sở vật chất
Trường có 3 dãy C, D và E bao gồm 24 phòng học, 2 phòng thực hành Tin học, 3 phòng Máy chiếu, 1 phòng phát thanh, 1 phòng thư viện và các phòng thực hành Sinh, Lý, Hóa. Ngoài ra còn có phòng Ngoại ngữ và 2 Hội trường. Các thiết bị giảng dạy đều được trang bị đầy đủ và hiện đại.

## Cơ cấu tổ chức

### Ban giám hiệu[3]
| Chức vụ         | Họ và tên                      |
| --------------- | ------------------------------ |
| Hiệu trưởng     | CN. Đặng Bửu Truyển (Nghỉ hưu) |
| Phó Hiệu trưởng | ThS. Đặng Thị Thùy Dương       |
| Phó Hiệu trưởng | ThS. Nguyễn Văn Ngon           |

### Các tổ chuyên môn[4]
| Tổ chuyên môn                 | Tổ trưởng                 |
| ----------------------------- | ------------------------- |
| Tổ Toán                       | ThS. Nguyễn Phan Kim Mộng |
| Tổ Ngữ văn                    | CN. Lê Thị Huệ Hương      |
| Tổ Thể dục - GDQP             | CN. Nguyễn Quốc Việt      |
| Tổ Hóa học                    | CN. Phan Bích Phượng      |
| Tổ Sử - Địa - GDCD            | ThS. Trần Thị Bình        |
| Tổ Vật lý                     | CN. Trương Hữu Dũng       |
| Tổ Ngoại ngữ                  | CN. Dương Thị Kim Phượng  |
| Tổ Sinh học - Công nghệ 10    | CN. Phạm Thị Trị          |
| Tổ Tin học - Công nghệ 11, 12 | CN. Nguyễn Thị Kim Ngân   |

## Khen thưởng

### Tập thể
- Năm 1992: Huân chương lao động hạng Ba.
- Năm 1998: Huân chương lao động hạng Nhì.
- Năm 2011: Huân chương lao động hạng Nhất.
- Năm 2015: Anh hùng Lao động thời kỳ đổi mới.[5]

### Cá nhân
- 7 Nhà giáo Ưu tú.
- 2 Huân chương lao động hạng Ba.
- 6 Bằng khen của Thủ tướng chính phủ.
- 9 Bằng khen của Bộ trưởng Bộ GD&ĐT.
- 3 giải thưởng Võ Trường Toản.
- 49 Bằng khen của UBND tỉnh.
- 12 Chiến sĩ thi đua cấp tỉnh.
- 17 giáo viên đạt danh hiệu giáo viên dạy giỏi cấp tỉnh.